# Колея (транспорт)
Колея́ — в транспорте поперечное расстояние между серединами отпечатков шин на дороге. Колея передней оси может отличаться от колеи задней оси.

## Влияние на ходовые качества автомобиля
Широкая колея увеличивает устойчивость автомобиля в повороте, а также даёт возможность двигаться по более крутым склонам без риска опрокинуться.
Уменьшение передней колеи без изменения задней приводит к недостаточной поворачиваемости. Уменьшение задней колеи без изменения передней — к избыточной.
Правила дорожного движения, а также правила автогонок регламентируют колею автомобилей.